# Fachsprache
Eine Fachsprache, auch Technolekt, ist die für ein bestimmtes Fachgebiet oder für eine bestimmte Branche geltende Sprache. Auch eine Sprache, „die sich vor allem durch Fachausdrücke von der Gemeinsprache unterscheidet“, wird so genannt. Die Fachsprachen bilden mit der Gemeinsprache, den Mundarten und regionalen Varietäten die Gesamtsprache.
Die Fachsprachen bauen auf der Gemeinsprache auf und stehen mit ihr in einer Wechselbeziehung. Zur Fachsprache gehören kennzeichnend vor allem Fachbegriffe und Fremdwörter, das Fachvokabular. Es ist außerhalb des Fachgebietes sehr ungebräuchlich oder einzelne Wörter haben in ihm eine andere Bedeutung als gemeinsprachlich. Auch Grammatik und Intonation können sich unterscheiden.
Von den Fachsprachen unterscheidet man die Sondersprachen und die sogenannten Jargons als Sprachen bestimmter sozialer oder beruflicher Kreise. Als Jargon wird die Fachsprache zum Fachjargon oder distanziert, aber noch respektvoll zum Fachlatein und etwas abwertend zum Fachchinesisch.

## Merkmale
Fachsprachen gehören zu den standardisierten Sprachvarietäten. Sie haben auch die Funktion von Gruppensprachen und Umgangssprachen der jeweiligen Fachleute, unterscheiden sich jedoch durch die erwähnte Standardisierung bzw. Normierung von den übrigen nicht standardisierten Gruppen- und Umgangssprachen.
Die weitgehende Normierung soll heute vor allem auch zu übersetzungsgerechtem Schreiben führen. Solche Fachsprachen werden auch als kontrollierte Sprachen bezeichnet. Die Fachsprachenforschung als Teil der Angewandten Linguistik zielt darauf ab, die fachsprachliche Kommunikation in verschiedenen Bereichen und unter verschiedenen Bedingungen zu verbessern.
Ein Fachjargon hat aus soziolinguistischer Sicht zwei Funktionen. Zum einen bezeichnet er innertheoretisch Sachverhalte präzise, um darüber kommunizieren zu können. Zum zweiten kann er für die Gruppe ein Gefühl der Zusammengehörigkeit vermitteln.
Ein einzelner Fachbegriff einer Fachsprache wird auch Terminus technicus oder kurz Terminus genannt. Die Gesamtheit aller Termini eines Gebietes bildet eine Terminologie. Terminologien können beispielsweise in einem Wörterbuch, einem Glossar oder einem Thesaurus formuliert sein.
Viele Termini und Fachsprachen sind durch Fortschritte der Wissenschaft in rascher Entwicklung begriffen. Der Sprachgebrauch in verschiedenen Disziplinen ändert sich auch dadurch, dass immer mehr Fachwörter – vor allem englische – in Gebrauch kommen.
Experten eines bestimmten Fachgebietes werden von Laien nicht richtig verstanden, weshalb ihre Fachsprache als Fachjargon oder auch als Fachchinesisch bezeichnet wird. „Chinesisch“ steht hier für „unverständlich“. Eine abgeschwächte Variante davon ist Fachlatein – in der Regel nicht abwertend gemeint, sondern gemischt aus distanzierten und respektvollen Konnotationen. Ursprung des Begriffs ist, dass im europäischen Mittelalter die Gelehrten aller europäischen Universitäten grundsätzlich in Latein schrieben und diskutierten. Latein als eine Sprache der Wissenschaft hat sich in der Terminologie bis heute in Botanik und Medizin erhalten. Auch in den Geisteswissenschaften sind zahlreiche lateinische Ausdrücke nach wie vor in Verwendung.

## Kritik
So wünschenswert die Übersetzung von Fachbegriffen in eine verständliche Sprache ist, birgt sie doch auch Gefahren. Anschaulich hat das Werner Schäfke in seinem Buch über die englischen Kathedralen geschrieben:

„Glossar: Der lästige Versuch, das dem Autor zu geläufige Fachchinesisch umständlich in (un)-verständliches Hochdeutsch zu übersetzen, wobei das Übersetzen, wie bei der Fähre über den Kanal, die Gefahr von Seekrankheit und Gepäckverlusten mit sich bringt.“

Andererseits liegt die „Allgemeinverständlichmachung“ der Inhalte, die durch eine Fachsprache ausgedrückt werden (sollen), meist im Interesse der Wissenschaftler, Autoren und Publizisten. Dies gilt nicht für diejenigen, die sich bewusst von der allgemeinen Gesellschaft abzugrenzen wünschen („Elfenbeinturm“) oder die mit Hilfe von esoterischer Wortwahl eine Pseudowissenschaft zu verbreiten oder eine Geheimlehre (siehe Okkultismus) zu bewahren suchen.

## Beispiele
Einige Fachsprachen heben sich besonders deutlich von der Umgangssprache ab. Beispiele hierfür sind:
- Medizinische Fachsprache
- Juristische Fachsprache
- Wissenschaftssprache
- Verwaltungssprache
- Jägersprache
- Seemannssprache
- Bergmannssprache
- Druckersprache
- Fliegersprache

Manche fachsprachliche Bezeichnungen stammen überwiegend aus bestimmten Sprachen, beispielsweise
- musikalische Vortragsbezeichnungen hauptsächlich aus dem Italienischen
- Computersprache hauptsächlich aus dem Englischen
- Nomenklatur und Taxonomie in der Biologie, medizinische und juristische Fachsprache aus dem Lateinischen und Griechischen

## Verwandte Begriffe
Eine Nomenklatur ist ein Spezialfall einer Terminologie, in der die Benennung von Objekten in einem bestimmten Themengebiet durch Richtlinien festgelegt ist (beispielsweise die Nomenklatur der Lebewesen in der Biologie oder die Nomenklatur chemischer Verbindungen).
Als Wortschatz, Vokabular oder Lexikon bezeichnet man die Gesamtheit aller Wörter, deren eine Person mächtig ist oder die zu einer bestimmten Sprache gehören.
Als Terminologie bezeichnet man die Gesamtheit aller Begriffe und Benennungen (Termini) einer Fachsprache, beziehungsweise die Fachsprache selbst. Die DIN 2342 trifft nähere Festlegungen zur Terminologie.